# Sins

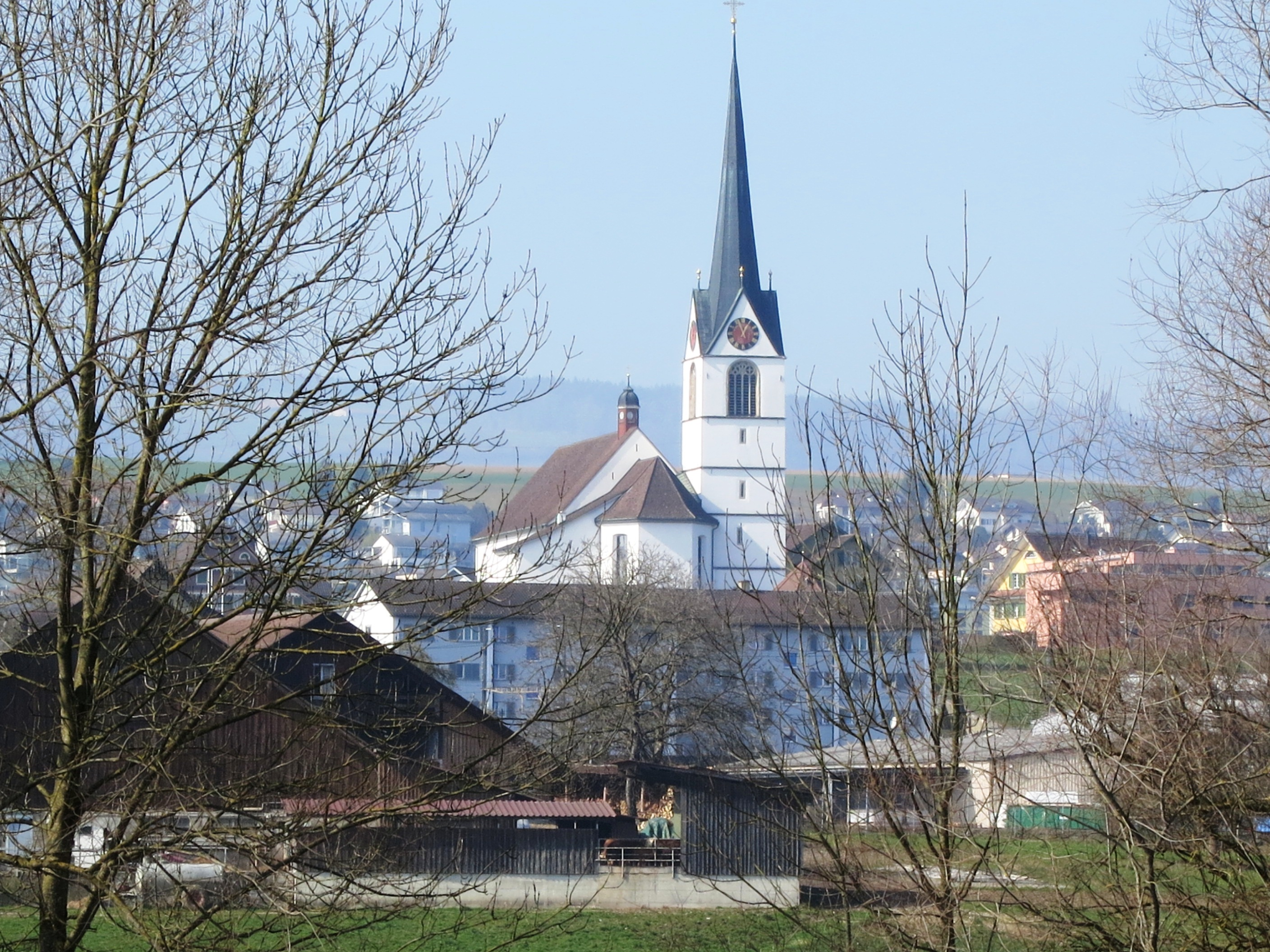
Katolska kyrkan i Sins.

Sins (schweizertyska: Seis) är en ort och  kommun i distriktet Muri i kantonen Aargau, Schweiz. Kommunen har 4 468 invånare (2023).
Sins är med sina dryga 20 km² Aargaus näst största kommun sett till ytan, efter Mettauertal. Kommunen består av orten Sins och byarna Aettenschwil, Alikon, Fenkrieden, Meienberg och Reussegg. Fram till 1941 hette kommunen Meienberg.